# Chlingenstock
Chlingenstock är en bergstopp i Schweiz.   Den ligger i distriktet Bezirk Schwyz och kantonen Schwyz, i den centrala delen av landet, 90 km öster om huvudstaden Bern. Toppen på Chlingenstock är 1 935 meter över havet, eller 569 meter över den omgivande terrängen. Bredden vid basen är 7,3 km.
Terrängen runt Chlingenstock är bergig åt nordväst, men åt sydost är den kuperad. Närmaste större samhälle är Schwyz, 7,2 km norr om Chlingenstock. 
I omgivningarna runt Chlingenstock växer i huvudsak blandskog. Runt Chlingenstock är det ganska glesbefolkat, med 43 invånare per kvadratkilometer.